# Murajbat
 Murajbat (Tell Murajbat) – mezolityczne i wczesnoneolityczne stanowisko archeologiczne położone w Syrii w pobliżu Aleppo. W trakcie badań ekspedycji amerykańskiej a potem francuskiej stwierdzono ponad 10500-letnie zasiedlenie miejsca. Wyodrębniono trzy fazy osadnictwa: obóz rybaków i myśliwych (przed 8600 p.n.e.), osada z okrągłymi domami z tufu (8600 – 8100 p.n.e.) oraz osada z prostokątnymi domami (8100 – 7300 p.n.e.). W Murajbat odnaleziono pszenicę i jęczmień, które w stanie dzikim rosną na terenach oddalonych od stanowiska ponad 150 km. Znalezisko świadczy o transplantacji zbóż w nowe środowisko.
W Tell Murajbat odkryto najwcześniejsze egzemplarze tokenów (liczmanów) służących w wymianie towarowej. Tokeny reprezentowały symbolicznie określoną rzecz (np. 1 token w kształcie kuli reprezentował  1 jednostkę zboża)
Stanowisko było eksploatowane przez archeologów w latach 1964-1974, po czym zniknęło zalane wodami sztucznego zbiornika Jezioro Asada (arab. بحيرة الأسد, Buhayrat al-Assad).